# Trichilia gustavoi
Trichilia gustavoi är en tvåhjärtbladig växtart som beskrevs av Morales-p.. Trichilia gustavoi ingår i släktet Trichilia och familjen Meliaceae. Inga underarter finns listade i Catalogue of Life.